# Ruth Handler
Ruth Handler (Denver, Colorado, 1916. november 4. – Los Angeles, 2002. április 27.) amerikai vállalkozó, a Barbie baba megalkotója.

## Élete
A szülői Jakob Joseph Mosko és Ida Rubenstein volt.
1938-ban férjéhez ment Elliot Handlerhez.
1945-ben Harold Matson, Ruth és Elliot Handler alapították a Mattel játékgyártó céget.
1959-ben mutatták be a Barbie babát, amely óriási sikert aratott.
1967-ben Ruth Handler lett a cég elnöke. 
Az 1970-es években mellrákot kapott, és visszavonult a Mattel vezetőségétől.
Peyton Massey-vel megalapította a Ruthton Corp céget, amely mellprotéziseket gyártott.

## Fordítás
- Ez a szócikk részben vagy egészben a Ruth Handler című német Wikipédia-szócikk fordításán alapul.  Az eredeti cikk szerkesztőit annak laptörténete sorolja fel. Ez a jelzés csupán a megfogalmazás eredetét és a szerzői jogokat jelzi, nem szolgál a cikkben szereplő információk forrásmegjelöléseként.